# Gabriel de Broglie
Pour les autres membres de la famille, voir Maison de Broglie.
Pour les articles homonymes, voir Broglie.
 (février 2022).
Gabriel Joseph Marie Anselme de Broglie, dit Gabriel de Broglie (prononcé ), né le 21 avril 1931 à Versailles (Seine-et-Oise) et mort le 8 janvier 2025 à Paris, est un haut fonctionnaire, juriste, historien et essayiste français.
Membre d'honneur de l'Académie des sciences morales, des lettres et des arts de Versailles et d'Île-de-France en 1994, il est membre de l’Académie des sciences morales et politiques en 1997, membre d'honneur de l'Académie roumaine et membre correspondant de l'Académie des sciences morales et politiques d'Argentine (es). Il est membre de l’Académie française en 2001, élu au fauteuil numéro 11, successeur d’Alain Peyrefitte. C’est le cinquième « immortel » de sa famille.
Après avoir été chancelier de l’Institut de France de 2006 à 2017 — cette fonction ayant été l'objet d'une controverse —, il est chancelier honoraire le 1er janvier 2018.

## Biographie

### Famille
Issu de la branche cadette, dite « de Rethel », de la maison princière de Broglie, Gabriel de Broglie est le fils d'Édouard de Broglie et d'Alix Le Bas de Courmont.
Il épouse en 1953, Diane Desmier d’Archiac de Bryas (née en 1932) et a deux enfants : Charles-Édouard (d) (né en 1954, marié à Laure Mallard de La Varende, petite-fille de Jean de La Varende), et Priscilla (née en 1955, mariée à Édouard de Pradel de Lamaze, avocat à Paris).

### Formation
Gabriel de Broglie étudie à l'École Saint-Martin-de-France à Pontoise, puis à l’Institut d’études politiques de Paris et à l’École nationale d’administration (promotion Tocqueville 1960).

### Conseil d’État
De 1955 à 1958, il est attaché près l'ambassade de France en Italie.
Il entre en 1960 au Conseil d’État comme auditeur, puis maître des requêtes et enfin conseiller d’État. En 1999, il est conseiller d’État honoraire.

### Cabinets ministériels
De 1962 à 1971, Gabriel de Broglie est successivement membre de différents cabinets ministériels :
- conseiller au ministère d'État chargé des Affaires culturelles auprès d'André Malraux (1962-1966),
- conseiller au ministère des Affaires sociales auprès de Jean-Marcel Jeanneney et Maurice Schumann (1966-1968),
- conseiller à Matignon auprès de Maurice Couve de Murville (1968-1969),
- conseiller technique puis directeur de cabinet au ministère des Affaires culturelles auprès d’Edmond Michelet puis d'André Bettencourt (1970-1971).

### Responsabilités dans l'audiovisuel
De 1971 à 1989, sa carrière se poursuit dans l'audiovisuel, enchaînant et/ou cumulant un certain nombre de fonctions :
- directeur-général adjoint de l’Office de radiodiffusion télévision française (ORTF) (1971-1974),
- administrateur (1975-1976) et directeur général de Radio France (1975-1979),
- président de Institut national de l’audiovisuel (INA) (1979-1981),
- membre de la Haute autorité de la communication audiovisuelle (HACA), nommé dès sa fondation par le président du Sénat (1982-1986), puis après la dissolution de l'HACA,
- président de la Commission nationale de la communication et des libertés (CNCL) à nouveau nommé par le président du Sénat jusqu'au remplacement de la CNCL par le Conseil supérieur de l'audiovisuel (CSA) (1986-1989).

### Institut de France
Gabriel de Broglie a été élu deux fois académicien, avant de parvenir à la plus haute fonction au sein de l'Institut de France :
- membre de l’Académie des sciences morales et politiques en 1997[7]
- membre de l’Académie française en 2001[8]
- chancelier de l’Institut de 2006 à 2017.

### Controverse

#### Faits reprochés
En février 2014, Gabriel de Broglie est mis en cause pour sa gestion du patrimoine de l'Institut de France, dans un ouvrage de Daniel Garcia intitulé Coupole et dépendances – enquête sur l’Académie française. Le livre dénonce plusieurs faits :
- l'opacité de la gestion par Gabriel de Broglie[10] d'un patrimoine qu'il estime à plus d'un milliard d'euros ;
- 3,3 millions d'euros, en liquidités, sortis des comptes de l'Institut à l'occasion de la vente de l'immeuble de l'avenue Gabriel où de Broglie est intervenu ;
- la façon dont il a délibérément cherché à cacher la pollution qui entachait la parcelle où sera construit l'auditorium   André et Liliane Bettencourt[11] ;
- les souffrances d'employés de l'Institut soumis aux ordres du chancelier de Broglie[11] et du personnel décrivant l'Institut comme une zone de « non droit ».

#### Procès en diffamation
Gabriel de Broglie, considérant que l'ouvrage et l'interview contenaient des propos diffamatoires à son égard, saisit la justice, mais le tribunal de grande instance de Paris rejette ses demandes.
Il interjette de ce jugement en appel, mais la cour d'appel de Paris elle aussi rejette ses demandes.
La cour de cassation, dans son arrêt du 19 février 2019, casse l’arrêt de la cour d'appel de Paris et renvoie l'affaire pour rejugement en cour d'appel devant une autre formation. L'affaire est ensuite clôturée en raison du décès du journaliste mis en cause.

### Mort
Il meurt à l'âge de 93 ans le 8 janvier 2025 à Paris, et est inhumé le 16 janvier en l'église Notre-Dame de Bois-Héroult (Seine-Maritime).

## Gabriel de Broglie et la langue française
Au cours des débats de l’Académie des sciences morales et politiques, Gabriel de Broglie donne son opinion, plutôt optimiste, sur la place du français dans le monde, notamment devant la montée de l’anglais comme langue universelle. Il se montre critique à l’égard des chercheurs utilisant l’anglais dans leur ouvrage de vulgarisation ou leur cours. C’est le cas notamment de certains professeurs du Collège de France. Ce phénomène est de plus en plus répandu parce qu’il confère une meilleure visibilité « médiatique » aux chercheurs.
Concernant les langues au niveau européen, Gabriel de Broglie prône l’apprentissage d’au moins deux langues, dont une étrangère dès la primaire. Il milite en faveur du plurilinguisme. Il rappelle qu’une telle obligation à l’échelle de l’Union ne peut être prise que si la Grande-Bretagne accepte. Or, les jeunes Anglais n’apprennent que leur langue maternelle à l’école. Cela est un élément de critique adressée à l’anglais et son monopole international.[réf. nécessaire]
Il appelle à différencier l'anglais britannique de l'anglais américain généralement pratiqué dans le monde entier et tel qu’il est enseigné parfois dans le secondaire en France. La langue anglaise, dit-il, est d’une grande efficacité. L’anglais classique est d’ailleurs une langue littéraire aussi riche que le français, notamment en matière de poésie et de théâtre.
L’allemand, langue de travail, n’a pas la même fonction que l’anglais, langue de communication. La montée de l’allemand en Europe, d’après de Broglie, permettrait un rééquilibrage entre le français et l’anglais par l’imposition d’une troisième langue forte.[réf. nécessaire]
Gabriel de Broglie a exercé des responsabilités importantes en rapport avec la langue française et la francophonie :
- Vice-président du Haut Comité de la défense de la langue française, ancêtre de la Délégation générale à la langue française et aux langues de France (1981-1982)[réf. nécessaire] ;
- Vice-président du Conseil supérieur de la langue française, une organisation internationale francophone (1984-1986)[réf. nécessaire] ;
- Président de la Commission d'enrichissement de la langue française (1996-2006)[réf. nécessaire].

## Distinctions

### Décorations
Gabriel de Broglie est le récipiendaire de plusieurs décorations françaises et étrangères dont :
- Grand officier de la Légion d'honneur
- Chevalier de l'ordre national du Mérite
- Commandeur de l'ordre des Palmes académiques
- Commandeur de l'ordre des Arts et des Lettres
- Commandeur de l'ordre du Mérite (Pologne)[19]
- Commandeur de l'ordre du Mérite de la République italienne‎ (Italie)
- Commandeur de l'ordre pro Merito Melitensi (Ordre souverain de Malte)
- Commandeur de l'ordre du Phénix (Grèce)[20]
- Grand officier de l'ordre de l'Étoile de Roumanie (Roumanie)

### Prix
- Prix Albéric-Rocheron de l'Académie française pour Histoire politique de la Revue des deux mondes (1829 à 1979) (1979)
- Prix Albéric-Rocheron de l'Académie française pour L’Orléanisme : la ressource libérale de la France (1981)
- Grand prix Gobert pour Madame de Genlis (1985)
- Prix du rayonnement de la langue française de l'Institut de France pour Le Français pour qu’il vive (1987)
- Prix Vauban pour Le Français pour qu’il vive (1987)
- Prix des Ambassadeurs pour Guizot (1990)
- Prix de l'Excellence française (2013)[21]

### Divers
Gabriel de Broglie est membre d'un certain nombre d'institutions et titulaire de diverses fonctions :
- président de la Société des bibliophiles français (1980)
- président du Comité d'histoire de la télévision (1983-2002)
- membre du Roxburghe Club de Londres, un club britannique de bibliophiles (2003)
- président d’honneur des Amis du musée Louis-Philippe du château d'Eu (2007)
- administrateur de la Bibliothèque nationale de France
- président de la Société d'histoire diplomatique
- Il est, avec Bernadette Chirac, co-président de l'Observatoire du patrimoine religieux (OPR)[22]

## Publications
- Le Général de Valence ou l’Insouciance et la gloire, Paris, Perrin, 1972.  (ISBN 2262020086)
- Ségur sans cérémonie, 1757-1805 ou la Gaieté libertine, Paris, Perrin, 1977. Biographie de Joseph-Alexandre, vicomte de Ségur.
- Histoire politique de la Revue des deux mondes (1829 à 1979), Paris, Perrin, 1979.
- L’Orléanisme : la ressource libérale de la France, Paris, Perrin, 1981.
- Une Image vaut dix mille mots : essai sur la télévision, Paris, Plon, 1982.
- Madame de Genlis, Paris, Perrin, Paris, 1985. (ISBN 2262018405)
- Le Français pour qu’il vive, Paris, Gallimard, 1987.
- Guizot, Paris, Perrin, 1990.  (ISBN 2262018537)
- Le XIXe siècle : l’éclat et [le] déclin de la France, Paris, 1995.  (ISBN 2262009104)
- Mac Mahon, Paris, Perrin, 2000.  (ISBN 2262011435)
- Le droit d’auteur et l’internet, Paris, PUF, 2001.  (ISBN 2130514685)
- La monarchie de Juillet, Paris, Fayard, 2011.  (ISBN 9782213662503)
- Impardonnable 20e siècle, Paris, Tallandier, 2017
- Dir. avec Hélène Carrère d'Encausse, Giovanni Dotoli et Mario Selvaggio, Le Dictionnaire de l'Académie française : langue, littérature, société, Paris, Hermann, coll. « Vertige de la langue », 2017, 427 p. (ISBN 978-2-7056-9381-7)